# Charles Grey (2e comte Grey)
Pour les articles homonymes, voir Charles Grey et Grey.
Charles Grey, né le 13 mars 1764 à Fallodon dans le Northumberland et mort le 17 juillet 1845 à Howick Hall, est un homme d'État britannique, Premier ministre du Royaume-Uni de novembre 1830 à juillet 1834. Il est membre de l'ordre de la Jarretière et du conseil privé du Royaume-Uni.
Sous son mandat, le gouvernement adopte le Reform Act 1832 qui introduit de nombreuses modifications dans la vie parlementaire nationale ainsi que le Slavery Abolition Act 1833 abolissant l'esclavage sur le territoire de l'Empire britannique.

## Biographie

### Jeunesse
Charles Grey naît le 13 mars 1764 à Fallodon, dans le comté de Northumberland. Il est le fils du général Charles Grey (1729-1807), 1er comte Grey, et de son épouse Elizabeth (1743/4-1822). Sa famille jouit d'une très bonne réputation malgré un patrimoine plutôt modeste. En l'absence fréquente de son père, retenu par ses devoirs à l'armée, le jeune Charles noue des liens étroits avec son oncle Henry Grey, chez qui il passe beaucoup de temps dans sa résidence d'Howick.
Il effectue tout d'abord sa scolarité dans une école privée du quartier londonien de Marylebone avant d'être admis au collège d'Eton. Il intègre ensuite le Trinity College de Cambridge en novembre 1781. Durant sa scolarité, il montre des aptitudes remarquables en latin et en langue anglaise, aussi bien à l'écrit qu'à l'oral. Après trois ans passés à Cambridge, il quitte cet établissement ― dont il n'obtient pas le diplôme ― pour rejoindre la Middle Temple, centre de formation pour avocats, en 1783. L'année suivante, il accomplit le Grand Tour en compagnie du duc de Cumberland, frère du roi George III.

### De simple parlementaire à ministre des Affaires étrangères
Charles Grey commence sa carrière politique en 1786, date à laquelle il est élu à la Chambre des communes en tant que député pour la circonscription de Northumberland. Rompant avec la tradition conservatrice de sa famille, il prononce un discours très sévère à l'égard du Premier ministre tory William Pitt le Jeune lors de son entrée à la Chambre, en février 1787. Cet acte, qui marque fortement les esprits, le place d'emblée dans les rangs de l'opposition. Grey se rapproche alors des leaders du Parti whig, en particulier de Charles James Fox dont la personnalité le séduit. De fait, ses premières prises de position politiques sont moins le reflet de convictions idéologiques bien ancrées que de son tempérament ambitieux et énergique.
Au cours du procès de Warren Hastings en 1788, il fait partie du comité chargé de juger l'ancien gouverneur général des Indes pour des motifs de corruption et de malversations. En dépit de son scepticisme grandissant à l'égard de cette procédure qu'il estime contre-productive sur le plan politique, Grey s'affirme peu à peu comme l'un des principaux dirigeants whigs. Il déploie ainsi une grande activité durant la crise de la régence (1788-1789), provoquée par la maladie de George III, en soutenant les efforts de Fox pour confier temporairement les rênes du pouvoir au prince George de Galles. Son ascension au sein du parti est toutefois critiquée, compte tenu de sa relative inexpérience.
Inspiré par les événements de la Révolution française qui éclate en 1789, Grey participe à la fondation de la Société des amis du peuple, favorable à une réforme en profondeur du système parlementaire britannique jugé trop élitiste. Cette initiative offusque jusque dans les rangs de son propre parti et Grey est taxé d'idéalisme voire de propagande révolutionnaire. Une motion dans laquelle il défend ses conceptions en matière de démocratie est défaite à la Chambre des communes par 282 voix contre 41 ; sa proposition de négocier la paix avec la France est également rejetée à une large majorité, ce qui accentue la fracture au sein du Parti whig dont bon nombre de membres ne tardent pas à se rallier à Pitt. Cantonnés dans l'opposition et dépourvus d'une véritable assise populaire dans un contexte de ferveur patriotique, Grey et ses alliés en sont réduits à combattre pied-à-pied les mesures décrétées par le gouvernement de Pitt, telles que la suspension de l'habeas corpus en 1794 ou la loi sur les étrangers de 1799, qu'ils considèrent comme attentatoires aux libertés publiques.
Devant l'impuissance de l'opposition, Grey prend la décision de se retirer à Howick auprès de sa famille, imitant l'exemple de Fox auquel il ne souhaite pas se substituer de peur de passer pour un opportuniste. Il ne sort de son silence que pour dénoncer ― en vain ― la politique irlandaise de Pitt dans la mesure où celle-ci confirme, de son point de vue, l'influence grandissante du pouvoir exécutif au détriment du Parlement. Grey ne demeure cependant pas inactif et se rapproche ostensiblement des partisans de William Grenville, ancien ministre des Affaires étrangères de Pitt avec qui il partage des vues similaires sur la conduite à tenir à l'égard de la France ; hostile au régime de Napoléon Bonaparte, il ne souscrit en effet guère à la francophilie de Fox. Demeuré à l'écart du gouvernement d'Henry Addington (1801-1804), il refuse d'intégrer celui de Pitt revenu aux affaires, par solidarité avec Fox, dont le roi est hostile à la présence au sein du cabinet.
En février 1806, Grey finit néanmoins par être nommé Premier Lord de l'Amirauté dans le « ministère de tous les talents » de William Grenville, composé d'individus aux idées politiques parfois très différentes, tels que Fox ou Addington. Grey se révèle un ministre énergique quoique inexpérimenté pour ce poste, qu'il quitte d'ailleurs au bout de neuf mois pour décrocher, le 24 septembre de la même année, le portefeuille des Affaires étrangères en remplacement de son ami Fox décédé en fonction. Déjà partisan de la reprise de la guerre avec la France en 1803, il s'empresse de mettre un terme aux pourparlers de paix engagés par son prédécesseur entre Londres et Paris. Il n'a pas vraiment eu le temps de marquer le Foreign Office de son empreinte lorsque le gouvernement Grenville chute en mars 1807.

### Dans l'opposition (1807-1830)

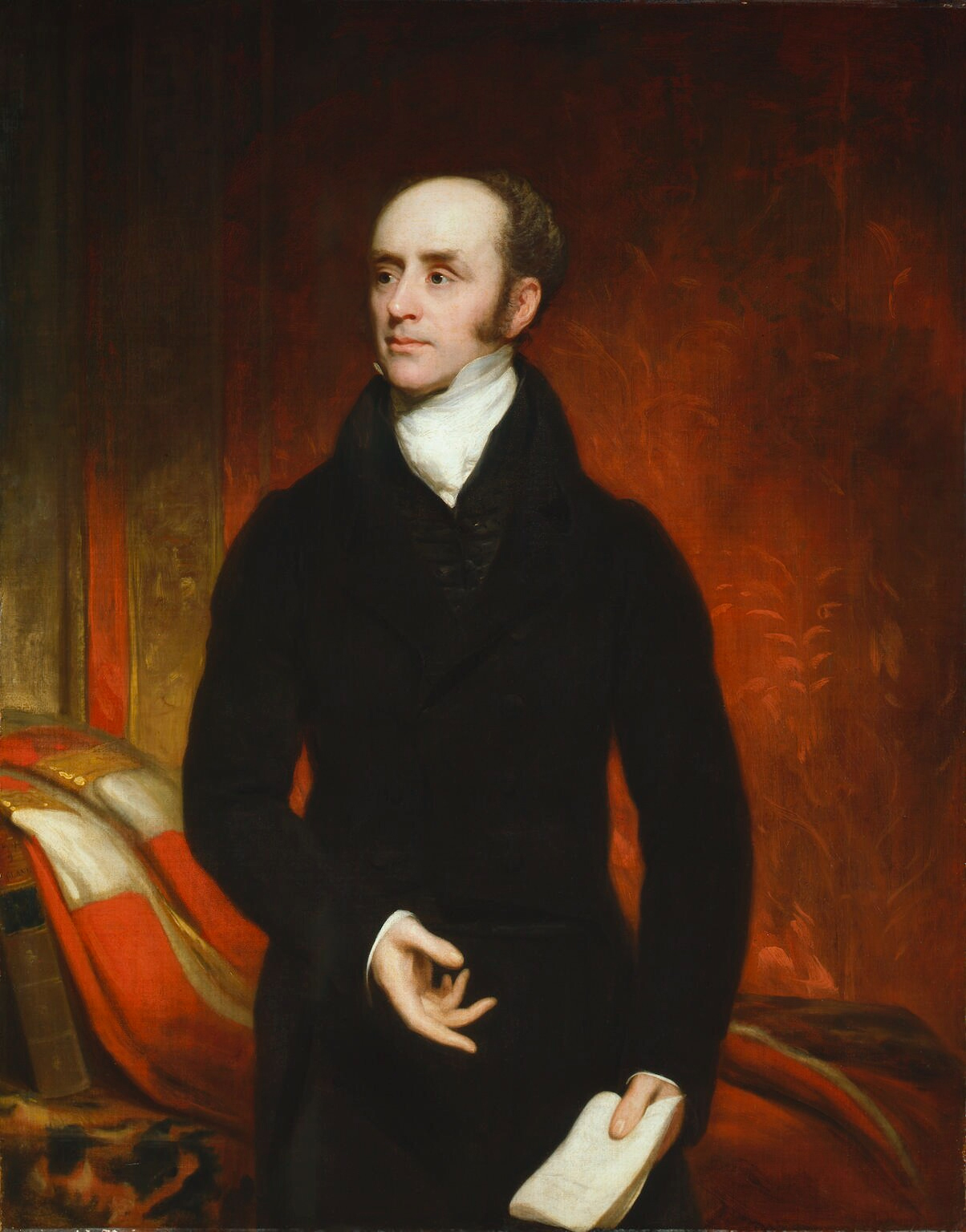
Portrait de Charles Grey par Thomas Phillips, vers 1820.

Après la chute du gouvernement Grenville, Grey est brièvement membre du Parlement pour la circonscription d'Appleby de mai à juillet 1807. Il entre ensuite à la Chambre des lords où il succède à son père en qualité de comte Grey. Il siège dans l'opposition durant les vingt-trois années suivantes, tiraillé dans un premier temps entre les éléments radicaux du Parti whig, favorables à la réforme parlementaire et à la signature de la paix avec la France, et l'aile plus conservatrice (formée des partisans de Grenville et de feu le duc de Portland) qui prône la guerre à outrance contre Napoléon. Peu soucieux de donner des gages au camp réformateur, de crainte d'affaiblir la monarchie empêtrée dans un scandale lié à la maîtresse du duc d'York, Grey rejette toutefois les offres qui lui sont faites de rejoindre le gouvernement tory de Spencer Perceval en 1809, notamment en raison de son désaccord sur l'émancipation des catholiques.
Il est de nouveau approché en 1811, ainsi que Grenville, par le prince régent afin d'intégrer le cabinet après la démission de Richard Wellesley, mais le prince ne voulant rien céder au sujet des catholiques, Grey décline la proposition. Les relations entre Grey et George de Galles se dégradent encore davantage quand la fille et héritière de celui-ci, la princesse Charlotte, demande conseil à Grey pour empêcher son père de lui choisir un mari.
Au sujet des guerres napoléoniennes, Grey épouse la ligne classique du Parti whig. D'abord enthousiasmé par le soulèvement espagnol contre Napoléon, il se persuade très vite de l'invincibilité des troupes françaises après la défaite et la mort du général John Moore, commandant en chef des forces britanniques dans la péninsule Ibérique. Il met ainsi beaucoup de temps à reconnaître l'habileté de Wellington, le successeur de Moore. Lors de la première abdication de Napoléon en 1814, Grey s'oppose à la restauration de la monarchie des Bourbons, qu'il juge trop autoritaire, et considère que le retour de l'empereur français sur le trône l'année suivante est une affaire de politique intérieure qui ne concerne que la France.
En 1826, considérant que le Parti whig ne prête plus attention à ce qu'il dit ou fait, Grey se démet de ses fonctions de leader de la Chambre au profit de Lord Lansdowne. Avec la désignation de George Canning au poste de Premier ministre en 1827, c'est donc Lansdowne et non Grey qui entre au gouvernement, affaibli par les démissions de Robert Peel et du duc de Wellington. Ce dernier est nommé Premier ministre à son tour en 1828 et le roi George IV identifie alors Grey comme la seule personne qu'il n'autoriserait pas à intégrer le cabinet.

### Premier ministre
Le 22 novembre 1830, à 66 ans, il devient Premier ministre, en remplacement de Wellington. Durant son mandat, il fait voter la Reform Act 1832 et abolit l'esclavage dans l'Empire britannique en 1833. Charles Grey démissionne le 9 juillet 1834 et se retire de la vie politique. Son ministre de l'Intérieur Lord Melbourne lui succède.

## Vie privée
Il épouse le 18 novembre 1794 Mary Elizabeth Ponsonby (1776-1861), fille du baron William Brabazon Ponsonby, un membre influent du Parti whig. De cette union naissent onze fils et quatre filles. Père et mari aimant, Charles Grey entretient cependant de nombreuses liaisons extra-conjugales, dont la plus fameuse demeure celle avec Georgiana Cavendish (1757–1806), duchesse de Devonshire, avec qui il a une fille illégitime en 1792, Eliza Courtney.
Charles Grey est par ailleurs l'ancêtre de Diana, princesse de Galles, par sa fille cadette Elizabeth Grey (1798 – 1880), épouse de John Crocker Bulteel, député whig et shérif du Devon.

## Postérité
Pour les historiens Anthony Seldon, Jonathan Meakin et Illias Thoms, Grey « fut la personnalité la plus marquante entre Pitt et Peel » ; et si les auteurs considèrent qu'il « n'a pas fondamentalement changé la nature du poste de Premier ministre », ils s'accordent pour dire qu'« aucun chef de gouvernement de temps de paix n'a accompli autant en aussi peu de temps ».
L'Earl Grey est une variété de thé noir, aromatisée à la bergamote, nommée ainsi en son honneur.